# Białoruś na Igrzyskach Europejskich 2019
Białoruś na Igrzyskach Europejskich 2019 – reprezentacja Białorusi, państwa organizującego Igrzyska Europejskie 2019 rozegrane w Mińsku w dniach 21–30 czerwca. Kadra liczyła 221 zawodników, którzy wystąpili w 15 dyscyplinach sportowych.
Kapitanem i chorążym reprezentacji podczas otwarcia igrzysk został tenisista sportowy Uładzimir Samsonau, zaś przysięgę w imieniu wszystkich sportowców odczytała zwyciężczyni pierwszych igrzysk europejskich – zapaśniczka Wasilisa Marzaluk.
Początkowy zwycięzca zapaśniczej rywalizacji w stylu wolnym w kategorii do 130 kg – Kirył Hryszczanka stracił złoty medal po dyskwalifikacji za stosowanie niedozwolonych środków dopingujących.

## Medaliści
| Medal  | Zawodnik | Dyscyplina              | Konkurencja                                          | Data       |
| ------ | --- | ----------------------- | ---------------------------------------------------- | ---------- |
| złoto  | Alaksandr Koksza | Sambo                   | –68 kg                                               | 22 czerwca |
| złoto  | Anżeła Żylinska | Sambo                   | –72 kg                                               | 22 czerwca |
| złoto  | Julija Iwonczuk Wieranika Nabokina Karina Sandowicz | Gimnastyka akrobatyczna | Równowaga grup kobiecych                             | 22 czerwca |
| złoto  | Artur Bielakou Wolha Mielnik | Gimnastyka akrobatyczna | Równowaga par mieszanych                             | 22 czerwca |
| złoto  | Wiera Harielikawa | Sambo                   | –60 kg                                               | 23 czerwca |
| złoto  | Tacciana Chaładowicz | Lekkoatletyka           | Rzut oszczepem                                       | 23 czerwca |
| złoto  | Elwira Hierman | Lekkoatletyka           | Bieg na 100 m przez płotki                           | 23 czerwca |
| złoto  | Maksim Niedasiekau | Lekkoatletyka           | Skok wzwyż                                           | 23 czerwca |
| złoto  | Arina Cicilina Hanna Hajdukiewicz Karyna Jarmołenka Anastasija Rybakowa Hanna Szwajba | Gimnastyka artystyczna  | Układ drużynowy z trzema obręczami i dwoma maczugami | 23 czerwca |
| złoto  | Arina Cicilina Hanna Hajdukiewicz Karyna Jarmołenka Anastasija Rybakowa Hanna Szwajba | Gimnastyka artystyczna  | Wielobój drużynowy                                   | 23 czerwca |
| złoto  | Maryna Słucka | Judo                    | +78 kg                                               | 24 czerwca |
| złoto  | Wasil Kiryjenka | Kolarstwo szosowe       | Jazda na czas                                        | 25 czerwca |
| złoto  | Hanna Hanczarowa Maryja Macharynska | Skoki na trampolinie    | Skoki synchroniczne                                  | 25 czerwca |
| złoto  | Uładzisłau Hanczarou | Skoki na trampolinie    | Skoki indywidualne                                   | 25 czerwca |
| złoto  | Wolha Chudzienka Maryna Litwinczuk | Kajakarstwo             | K2 500 m                                             | 26 czerwca |
| złoto  | Wolha Chudzienka | Kajakarstwo             | K1 500 m                                             | 27 czerwca |
| złoto  | Arciom Kozyr | Kajakarstwo             | C1 200 m                                             | 27 czerwca |
| złoto  | Alena Nazdrowa | Kajakarstwo             | C1 200 m                                             | 27 czerwca |
| złoto  | Maryna Litwinczuk | Kajakarstwo             | K1 5000 m                                            | 27 czerwca |
| złoto  | Iryna Kuraczkina | Zapasy                  | 57 kg                                                | 28 czerwca |
| złoto  | Wasilisa Marzaluk | Zapasy                  | 76 kg                                                | 28 czerwca |
| złoto  | Dzmitryj Asanau | Boks                    | 60 kg                                                | 29 czerwca |
| złoto  | Tacciana Szarakowa | Kolarstwo torowe        | Indywidualna jazda pościgowa                         | 30 czerwca |
| srebro | Anastasija Archipawa | Sambo                   | –56 kg                                               | 22 czerwca |
| srebro | Karyna Dziominska Karyna Kozłauska Hanna Marusawa | Łucznictwo              | Drużynowy łuk klasyczny kobiet                       | 22 czerwca |
| srebro | Maryna Żarska | Sambo                   | –52 kg                                               | 23 czerwca |
| srebro | Andrej Kazusionak | Sambo                   | –90 kg                                               | 23 czerwca |
| srebro | Juryj Rybak | Sambo                   | +100 kg                                              | 23 czerwca |
| srebro | Kryscina Cimanouska | Lekkoatletyka           | Bieg na 100 m                                        | 23 czerwca |
| srebro | Nastassia Mironczyk-Iwanowa | Lekkoatletyka           | Skok w dal                                           | 23 czerwca |
| srebro | Wital Parachońka | Lekkoatletyka           | Bieg na 110 m przez płotki                           | 23 czerwca |
| srebro | Kaciaryna Hałkina | Gimnastyka artystyczna  | Układ z obręczą                                      | 23 czerwca |
| srebro | Juryj Szczerbaciewicz | Strzelectwo             | Karabin z trzech pozycji z 50 m                      | 26 czerwca |
| srebro | Ali Szabanau | Zapasy                  | 86 kg w stylu wolnym                                 | 26 czerwca |
| srebro | Nadzieja Makarczanka | Kajakarstwo             | C2 500 m                                             | 27 czerwca |
| srebro | Marharyta Machniewa Nadzieja Papok Wolha Chudzienka Maryna Litwinczuk | Kajakarstwo             | K4 500 m                                             | 27 czerwca |
| srebro | Maksim Hrabarenka Nastassia Mironczyk-Iwanowa Kryscina Cimanouska Tacciana Chaładowicz Julija Kasciuczkowa Marina Michan Alaksiej Łazarau Ihar Zubko Wital Parachonka Maksim Niedasiekau Elwira Hierman Jan Słoma Darja Barysiewicz Alaksandr Wasileuski | Lekkoatletyka           | Zawody drużynowe                                     | 28 czerwca |
| srebro | Uładzisłau Smiahlikau | Boks                    | 91 kg                                                | 30 czerwca |
| srebro | Alaksandr Hrabowik | Zapasy                  | 97 kg w stylu klasycznym                             | 30 czerwca |
| brąz   | Anfisa Kapajewa | Sambo                   | –49 kg                                               | 22 czerwca |
| brąz   | Uładzisłau Burdź | Sambo                   | –57 kg                                               | 22 czerwca |
| brąz   | Cimafiej Jemielanau | Sambo                   | –82 kg                                               | 22 czerwca |
| brąz   | Tacciana Macko | Sambo                   | –64 kg                                               | 22 czerwca |
| brąz   | Artur Bielakou Wolha Mielnik | Gimnastyka akrobatyczna | Dynamika par mieszanych                              | 22 czerwca |
| brąz   | Wieranika Nabokina Julija Iwonczyk Karina Sandowicz | Gimnastyka akrobatyczna | Dynamika grup kobiecych                              | 22 czerwca |
| brąz   | Kaciaryna Hałkina | Gimnastyka artystyczna  | Wielobój indywidualny                                | 22 czerwca |
| brąz   | Tacciana Szarakowa | Kolarstwo szosowe       | Wyścig                                               | 22 czerwca |
| brąz   | Swiatłana Cimaszenka | Sambo                   | –80 kg                                               | 23 czerwca |
| brąz   | Iwan Aniskiewicz | Sambo                   | –62 kg                                               | 23 czerwca |
| brąz   | Sisiapan Papou | Sambo                   | –74 kg                                               | 23 czerwca |
| brąz   | Wolha Namazawa | Sambo                   | –68 kg                                               | 23 czerwca |
| brąz   | Arina Cicilina Hanna Hajdukiewicz Karyna Jarmołenka Anastasija Rybakowa Hanna Szwajba | Gimnastyka artystyczna  | Układ drużynowy z pięcioma piłkami                   | 23 czerwca |
| brąz   | Wieranika Nabokina Julija Iwonczyk Karina Sandowicz | Gimnastyka akrobatyczna | Wielobój grup kobiecych                              | 23 czerwca |
| brąz   | Artur Bielakou Wolha Mielnik | Gimnastyka akrobatyczna | Wielobój par mieszanych                              | 23 czerwca |
| brąz   | Siarhej Wabiszczewicz Andrej Rahozenka Mikita Mieszczarakou Maksim Lutycz | Koszykówka 3×3          | Zawody drużynowe                                     | 24 czerwca |
| brąz   | Anastasija Suszczyk Natalla Daszkiewicz Maryna Iwaszczanka Darja Mahalas | Koszykówka 3×3          | Zawody drużynowe                                     | 24 czerwca |
| brąz   | Hanna Hanczarowa | Skoki na trampolinie    | Skoki indywidualne                                   | 24 czerwca |
| brąz   | Aleh Jurenia | Kajakarstwo             | K1 1000 m                                            | 26 czerwca |
| brąz   | Dzmitryj Traciakou | Kajakarstwo             | K1 200 m                                             | 27 czerwca |
| brąz   | Wolha Chudzienka Maryna Litwinczuk | Kajakarstwo             | K2 200 m                                             | 27 czerwca |
| brąz   | Jauhienij Karalok | Kolarstwo torowe        | Scratch                                              | 27 czerwca |
| brąz   | Alaksandr Husztyn | Zapasy                  | 97 kg w stylu wolnym                                 | 27 czerwca |
| brąz   | Hanna Cierach | Kolarstwo torowe        | Scratch                                              | 28 czerwca |
| brąz   | Sasłan Daurau | Zapasy                  | 67 kg w stylu klasycznym                             | 29 czerwca |
| brąz   | Andrej Lichowicki | Gimnastyka sportowa     | Ćwiczenia na koniu z łękami                          | 30 czerwca |
| brąz   | Anastasija Alistratawa | Gimnastyka sportowa     | Ćwiczenia na poręczach asymetrycznych                | 30 czerwca |
| brąz   | Marija Koulinkowicz | Karate                  | Kumite –50 kg                                        | 30 czerwca |
| brąz   | Arciom Kraucou | Karate                  | Kumite –67 kg                                        | 30 czerwca |

## Kadra
Skład reprezentacji liczyła 221 zawodników i 149 trenerów.
| Zawodnik               | Data urodzenia            | Dyscyplina           |
| ---------------------- | ------------------------- | -------------------- |
| Jauhienij Achramienka  | 30 czerwca 1995(dts)      | Kolarstwo torowe     |
| Emił Alijeu            | 17 grudnia 2000(dts)      | Boks                 |
| Uładzisłau Andriejeu   | 4 maja 1987(dts)          | Zapasy               |
| Iwan Aniskiewicz       | 15 listopada 1988(dts)    | Sambo                |
| Dzmitryj Asanau        | 18 maja 1996(dts)         | Boks                 |
| Wital Asiecki          | 9 sierpnia 2000(dts)      | Kajakarstwo          |
| Andrej Bahdanowicz     | 15 października 1987(dts) | Kajakarstwo          |
| Maksim Bań             | 18 września 1997(dts)     | Łucznictwo           |
| Wital Bialko           | 17 kwietnia 1989(dts)     | Kajakarstwo          |
| Artur Bieliakou        | 20 maja 1993(dts)         | Akrobatyka           |
| Wadzim Bokacz          | 25 stycznia 1984(dts)     | Piłka nożna plażowa  |
| Ihar Bryszciel         | 13 lipca 1987(dts)        | Piłka nożna plażowa  |
| Witalij Bubnowicz      | 12 listopada 1974(dts)    | Strzelectwo          |
| Ilja Bułatau           | 23 stycznia 2001(dts)     | Karate               |
| Uładzisłau Burdź       | 15 maja 1996(dts)         | Sambo                |
| Alaksandr Chanin       | 13 kwietnia 1998(dts)     | Tenis stołowy        |
| Uładzisłau Ciarpicki   | 31 marca 1995(dts)        | Judo                 |
| Hardziej Ciszczanka    | 16 sierpnia 1995(dts)     | Kolarstwo torowe     |
| Mikita Czajkouski      | 21 maja 1998(dts)         | Piłka nożna plażowa  |
| Illia Czarhejka        | 15 kwietnia 1993(dts)     | Strzelectwo          |
| Wiktar Czwarkou        | 19 sierpnia 1985(dts)     | Boks                 |
| Stanisłau Dajnieka     | 8 lipca 1998(dts)         | Kajakarstwo          |
| Pawieł Dalidowicz      | 25 lipca 1985(dts)        | Łucznictwo           |
| Stanisłau Darahakupiec | 30 kwietnia 1997(dts)     | Lekkoatletyka        |
| Michaił Dauhaliawiec   | 18 maja 1990(dts)         | Boks                 |
| Jewgienij Dauhaliawiec | 17 czerwca 1991(dts)      | Boks                 |
| Sosłan Daurou          | 15 stycznia 1991(dts)     | Zapasy               |
| Kirył Firsau           | 10 lutego 1997(dts)       | Łucznictwo           |
| Uładzisłau Hanczarou   | 2 grudnia 1995(dts)       | Skoki na trampolinie |
| Aleh Hapon             | 11 września 1996(dts)     | Piłka nożna plażowa  |
| Andrej Hieracztczenko  | 29 kwietnia 1970(dts)     | Strzelectwo          |
| Alaksandr Hłowa        | 23 czerwca 2000(dts)      | Kolarstwo torowe     |
| Maksim Hrabarenka      | 28 marca 1998(dts)        | Lekkoatletyka        |
| Alaksandr Hrabowik     | 9 grudnia 1988(dts)       | Zapasy               |
| Kirył Hryszczanka      | 23 lipca 1991(dts)        | Zapasy               |
| Alaksandr Husztyn      | 16 sierpnia 1993(dts)     | Zapasy               |
| Anton Isakau           | 19 lipca 1995(dts)        | Karate               |
| Cimafiej Jemieljanau   | 22 grudnia 1992(dts)      | Sambo                |
| Aleh Jurenia           | 21 maja 1990(dts)         | Kajakarstwo          |
| Iwan Kanstancinau      | 8 lipca 1989(dts)         | Piłka nożna plażowa  |
| Jauhienij Karalok      | 9 czerwca 1996(dts)       | Kolarstwo torowe     |
| Jewgienij Karmilczyk   | 12 maja 1998(dts)         | Boks                 |
| Siarhiej Karpau        | 7 listopada 1994(dts)     | Lekkoatletyka        |
| Andrej Kazusionak      | 15 stycznia 1984(dts)     | Sambo                |
| Maksim Każarski        | 20 stycznia 1986(dts)     | Zapasy               |
| Wasil Kiryjenka        | 28 czerwca 1981(dts)      | Kolarstwo szosowe    |
| Wiktar Klawusau        | 7 października 1996(dts)  | Judo                 |
| Alaksandr Koksza       | 27 stycznia 1990(dts)     | Sambo                |
| Hieorhij Kolijeu       | 23 października 1994(dts) | Zapasy               |
| Aliaksiej Konach       | 30 marca 1987(dts)        | Badminton            |
| Iwan Korabau           | 16 września 1999(dts)     | Karate               |
| Arciom Kozyr           | 10 maja 1990(dts)         | Kajakarstwo          |
| Maksim Krasinski       | 2 kwietnia 1996(dts)      | Sambo                |
| Arciom Kraucou         | 20 września 1991(dts)     | Karate               |
| Radzik Kulijeu         | 10 lipca 1992(dts)        | Zapasy               |
| Abdul-Aziz Kurdzi      | 19 marca 2001(dts)        | Strzelectwo          |
| Pawieł Lach            | 6 lipca 1992(dts)         | Zapasy               |
| Alaksandr Lahuszeu     | 15 czerwca 1984(dts)      | Łucznictwo           |
| Andrej Lichowicki      | 23 czerwca 1986(dts)      | Gimnastyka sportowa  |
| Uładzisłau Litwinau    | 7 stycznia 2000(dts)      | Kajakarstwo          |
| Alaksiej Łazarau       | 18 września 1997(dts)     | Lekkoatletyka        |
| Andrej Łukaszewicz     | 17 sierpnia 1999(dts)     | Kolarstwo torowe     |
| Kanstancin Mahałecki   | 21 października 1991(dts) | Piłka nożna plażowa  |
| Walerij Makarewicz     | 3 grudnia 1983(dts)       | Piłka nożna plażowa  |
| Wasilij Michalicyn     | 13 sierpnia 1994(dts)     | Gimnastyka sportowa  |
| Nikita Mieszczarakou   | 16 czerwca 1988(dts)      | Koszykówka 3×3       |
| Dzmitryj Mińkou        | 31 sierpnia 1996(dts)     | Judo                 |
| Iwan Miranowicz        | 29 lipca 1985(dts)        | Piłka nożna plażowa  |
| Alaksiej Misiuczenka   | 4 września 1996(dts)      | Kajakarstwo          |
| Daniel Mukiete         | 23 października 1997(dts) | Judo                 |
| Dzmitryj Natynczyk     | 21 stycznia 1993(dts)     | Kajakarstwo          |
| Maksim Niedasiekau     | 21 stycznia 1998(dts)     | Lekkoatletyka        |
| Uładzisłau Nowik       | 31 marca 1995(dts)        | Kolarstwo torowe     |
| Azamat Nurykau         | 26 marca 1990(dts)        | Zapasy               |
| Dzmitryj Paliaszczuk   | 21 maja 1985(dts)         | Koszykówka 3×3       |
| Wadzim Pankou          | 6 września 1994(dts)      | Boks                 |
| Siarhiej Papok         | 6 stycznia 1988(dts)      | Kolarstwo szosowe    |
| Sciapan Papou          | 11 czerwca 1984(dts)      | Sambo                |
| Wital Parachonka       | 18 sierpnia 1993(dts)     | Lekkoatletyka        |
| Wital Piasniak         | 9 września 1996(dts)      | Zapasy               |
| Maksim Piatrou         | 18 października 1992(dts) | Kajakarstwo          |
| Juryj Piatrouski       | 6 maja 1994(dts)          | Piłka nożna plażowa  |
| Raman Piatruszenka     | 25 grudnia 1980(dts)      | Kajakarstwo          |
| Pawieł Płatonau        | 28 września 1983(dts)     | Tenis stołowy        |
| Aleh Rabcau            | 20 stycznia 1994(dts)     | Skoki na trampolinie |
| Anatolij Rabko         | 9 października 1989(dts)  | Piłka nożna plażowa  |
| Alaksandr Rabuszenko   | 12 października 1995(dts) | Kolarstwo szosowe    |
| Andrej Rahozienka      | 13 lipca 1997(dts)        | Koszykówka 3×3       |
| Raman Ramanau          | 3 lipca 1994(dts)         | Kolarstwo torowe     |
| Jurij Rybak            | 6 marca 1979(dts)         | Sambo                |
| Wazgien Safarjanc      | 22 października 1984(dts) | Boks                 |
| Branisłau Samojłau     | 25 maja 1985(dts)         | Kolarstwo szosowe    |
| Dzianis Samsonou       | 20 lipca 1991(dts)        | Piłka nożna plażowa  |
| Uładzimir Samsonou     | 17 kwietnia 1976(dts)     | Tenis stołowy        |
| Illia Sawicz           | 2 marca 1991(dts)         | Piłka nożna plażowa  |
| Andrej Skabiejka       | 11 czerwca 1995(dts)      | Lekkoatletyka        |
| Jan Słoma              | 3 maja 1995(dts)          | Lekkoatletyka        |
| Uładzisłau Smiahlikau  | 5 kwietnia 1993(dts)      | Boks                 |
| Alaksiej Sciepankou    | 27 marca 1986(dts)        | Sambo                |
| Mikita Swiryd          | 25 czerwca 1996(dts)      | Judo                 |
| Ali Szabanau           | 25 sierpnia 1989(dts)     | Zapasy               |
| Mikałaj Szach          | 12 kwietnia 1997(dts)     | Boks                 |
| Jahor Szaramkou        | 4 marca 1999(dts)         | Gimnastyka sportowa  |
| Jurij Szczerbaciewicz  | 11 lipca 1984(dts)        | Strzelectwo          |
| Michaił Szemietau      | 21 lipca 1994(dts)        | Kolarstwo torowe     |
| Dzmitryj Szerszań      | 28 grudnia 1998(dts)      | Judo                 |
| Wadzim Szoka           | 26 lipca 1990(dts)        | Judo                 |
| Mikałaj Szumou         | 16 lutego 1994(dts)       | Kolarstwo szosowe    |
| Alaksiej Taraszkiewicz | 10 lipca 2000(dts)        | Karate               |
| Raman Tiszkou          | 2 grudnia 1994(dts)       | Kolarstwo torowe     |
| Dzmitryj Traciakou     | 25 września 1993(dts)     | Kajakarstwo          |
| Siarhiej Wabiszczewicz | 4 czerwca 1988(dts)       | Koszykówka 3×3       |
| Alaksandr Wachawiak    | 25 grudnia 1987(dts)      | Judo                 |
| Jahor Warapajeu        | 13 grudnia 1996(dts)      | Judo                 |
| Alaksandr Wasileuski   | 5 stycznia 1992(dts)      | Lekkoatletyka        |
| Jauhien Wieramczuk     | 3 września 1995(dts)      | Kolarstwo torowe     |
| Alaksiej Wodczyc       | 19 maja 1997(dts)         | Karate               |
| Dzmitryj Zacharewicz   | 24 sierpnia 1995(dts)     | Aerobik              |
| Arciom Zajcau          | 13 maja 1995(dts)         | Kolarstwo torowe     |
| Jauhienij Zajczyk      | 13 lutego 1990(dts)       | Strzelectwo          |
| Ihar Zubko             | 14 stycznia 1999(dts)     | Lekkoatletyka        |

| Zawodniczka                 | Data urodzenia            | Dyscyplina                          |
| --------------------------- | ------------------------- | ----------------------------------- |
| Antanina Aksienawa          | 18 marca 1992(dts)        | Boks                                |
| Maryja Alaksiejewa          | 14 października 2000(dts) | Karate                              |
| Anastasija Alistratawa      | 16 października 2003(dts) | Gimnastyka sportowa                 |
| Alena Amialusik             | 6 lutego 1989(dts)        | Kolarstwo szosowe                   |
| Anastasija Archipawa        | 10 kwietnia 1987(dts)     | Sambo                               |
| Maryna Arzamasawa           | 17 grudnia 1987(dts)      | Lekkoatletyka                       |
| Żanna Asipowicz             | 18 października 1999(dts) | Judo                                |
| Darja Barysiewicz           | 6 kwietnia 1990(dts)      | Lekkoatletyka                       |
| Nadieżda Bohdanowa          | 22 czerwca 2000(dts)      | Tenis stołowy                       |
| Halina Brujewicz            | 20 lipca 1989(dts)        | Boks                                |
| Anastasija Budziejka        | 29 lipca 1999(dts)        | Aerobik                             |
| Tacciana Chaładowicz        | 21 czerwca 1991(dts)      | Lekkoatletyka                       |
| Darja Charanieka            | 26 sierpnia 1996(dts)     | Aerobik                             |
| Wolha Chudzienka            | 12 maja 1992(dts)         | Kajakarstwo                         |
| Arina Cicilina              | 9 października 1998(dts)  | Gimnastyka artystyczna              |
| Hanna Cierach               | 7 września 1998(dts)      | Kolarstwo szosowe, kolarstwo torowe |
| Kryscina Cimanouska         | 19 listopada 1996(dts)    | Lekkoatletyka                       |
| Swiatłana Cimaszenka        | 2 lipca 1984(dts)         | Sambo                               |
| Wiktoryja Czajka            | 26 grudnia 1980(dts)      | Strzelectwo                         |
| Anastasija Czerniawska      | 29 maja 1992(dts)         | Badminton                           |
| Wijaleta Czyryk             | 20 czerwca 1994(dts)      | Zapasy                              |
| Ksienija Daniłowicz         | 14 kwietnia 1994(dts)     | Judo                                |
| Natalla Daszkiewicz         | 2 lipca 1988(dts)         | Koszykówka 3×3                      |
| Anastasija Dziaczkowa       | 29 marca 1998(dts)        | Karate                              |
| Karyna Dziominska           | 25 sierpnia 1994(dts)     | Łucznictwo                          |
| Maryja Fursawa              | 17 sierpnia 1996(dts)     | Karate                              |
| Hanna Hajdukiewicz          | 26 marca 2001(dts)        | Gimnastyka artystyczna              |
| Kaciaryna Hałkina           | 25 lutego 1997(dts)       | Gimnastyka artystyczna              |
| Hanna Hanczarowa            | 11 lutego 1992(dts)       | Skoki na trampolinie                |
| Natalla Harbaczowa          | 26 marca 1999(dts)        | Koszykówka 3×3                      |
| Wiera Harielikawa           | 23 kwietnia 1998(dts)     | Sambo                               |
| Elwira Hierman              | 9 stycznia 1997(dts)      | Lekkoatletyka                       |
| Wieranika Iwanowa           | 24 września 1996(dts)     | Zapasy                              |
| Julija Iwonczyk             | 27 lipca 1994(dts)        | Akrobatyka                          |
| Karyna Jarmołenka           | 4 maja 2000(dts)          | Gimnastyka artystyczna              |
| Ałła Jarszewicz             | 20 grudnia 1988(dts)      | Boks                                |
| Kaciaryna Kałużna           | 23 kwietnia 1992(dts)     | Sambo                               |
| Wanesa Kaładzinska          | 27 grudnia 1992(dts)      | Zapasy                              |
| Anfisa Kapajewa             | 22 czerwca 1995(dts)      | Sambo                               |
| Julija Kasciuczkowa         | 5 listopada 1994(dts)     | Lekkoatletyka                       |
| Karyna Kazłouska            | 18 lipca 2000(dts)        | Łucznictwo                          |
| Wiktoryja Kiebikawa         | 1 września 1985(dts)      | Boks                                |
| Wolha Klimawa               | 5 listopada 1995(dts)     | Kajakarstwo                         |
| Anastasija Kołesawa         | 2 czerwca 2000(dts)       | Kolarstwo szosowe                   |
| Maria Koulinkowicz          | 10 kwietnia 1991(dts)     | Karate                              |
| Kaciaryna Kruczanok         | 15 października 1980(dts) | Strzelectwo                         |
| Iryna Kuraczkina            | 17 czerwca 1994(dts)      | Zapasy                              |
| Alena Kuzniacowa            | 11 listopada 1984(dts)    | Łucznictwo                          |
| Maryna Litwinczuk           | 12 marca 1988(dts)        | Kajakarstwo                         |
| Wolha Łuszczyk              | 10 sierpnia 1984(dts)     | Boks                                |
| Maryja Macharynska          | 25 sierpnia 1996(dts)     | Skoki na trampolinie                |
| Marharyta Machniewa         | 13 lutego 1992(dts)       | Kajakarstwo                         |
| Tacciana Macko              | 19 czerwca 1993(dts)      | Sambo                               |
| Dzijana Madzwiecka          | 2 maja 2001(dts)          | Kolarstwo torowe                    |
| Darja Mahalias              | 18 lutego 1993(dts)       | Koszykówka 3×3                      |
| Nadzieja Makarczanka        | 22 marca 1998(dts)        | Kajakarstwo                         |
| Maryja Mamaszuk             | 31 sierpnia 1992(dts)     | Zapasy                              |
| Kaciaryna Martynouska       | 20 września 1992(dts)     | Karate                              |
| Maryja Martynowa            | 25 grudnia 1997(dts)      | Strzelectwo                         |
| Hanna Marusawa              | 8 stycznia 1978(dts)      | Łucznictwo                          |
| Wasilisa Marzaluk           | 23 czerwca 1987(dts)      | Zapasy                              |
| Maryna Michan               | 2 listopada 1988(dts)     | Lekkoatletyka                       |
| Wolha Mielnik               | 10 czerwca 1999(dts)      | Akrobatyka                          |
| Ganna Mietelica             | 14 lipca 2003(dts)        | Gimnastyka sportowa                 |
| Ulana Minenkowa             | 21 stycznia 1998(dts)     | Judo                                |
| Nastassia Mironczyk-Iwanowa | 13 kwietnia 1989(dts)     | Lekkoatletyka                       |
| Alesia Mleczko              | 22 września 1990(dts)     | Judo                                |
| Kryscina Mularczyk          | 23 grudnia 1997(dts)      | Lekkoatletyka                       |
| Wieranika Nabokina          | 17 października 1995(dts) | Akrobatyka                          |
| Wolha Namazawa              | 30 czerwca 1991(dts)      | Sambo                               |
| Tajsa Naskowicz             | 19 września 1995(dts)     | Kolarstwo szosowe                   |
| Alena Nazdrowa              | 10 listopada 1998(dts)    | Kajakarstwo                         |
| Wiktoryja Nowikawa          | 15 maja 2000(dts)         | Judo                                |
| Nadzieja Papok              | 26 kwietnia 1989(dts)     | Kajakarstwo                         |
| Wiktoryja Paułowicz         | 8 maja 1978(dts)          | Tenis stołowy                       |
| Palina Piwawarawa           | 12 października 1994(dts) | Kolarstwo torowe                    |
| Rusłana Raszkawan           | 18 marca 1997(dts)        | Lekkoatletyka                       |
| Anastasija Rybakowa         | 23 kwietnia 2000(dts)     | Gimnastyka artystyczna              |
| Aksana Sałałjewa            | 2 lipca 1999(dts)         | Kolarstwo torowe                    |
| Karina Sandowicz            | 11 września 1999(dts)     | Akrobatyka                          |
| Ina Sawienka                | 5 sierpnia 1994(dts)      | Kolarstwo torowe                    |
| Karalina Sawienka           | 21 kwietnia 1998(dts)     | Kolarstwo torowe                    |
| Kristina Silicz             | 15 maja 1990(dts)         | Badminton                           |
| Wijaleta Skwarcowa          | 15 kwietnia 1998(dts)     | Lekkoatletyka                       |
| Maryna Słucka               | 9 lipca 1991(dts)         | Judo                                |
| Anastasija Suszczyk         | 12 lutego 1997(dts)       | Koszykówka 3×3                      |
| Tacciana Szarakowa          | 31 lipca 1984(dts)        | Kolarstwo szosowe, kolarstwo torowe |
| Iryna Szarychina            | 30 kwietnia 1999(dts)     | Karate                              |
| Swiatłana Szczerbaciewicz   | 5 listopada 1990(dts)     | Strzelectwo                         |
| Hanna Szwajba               | 14 marca 2000(dts)        | Gimnastyka artystyczna              |
| Darja Trihołos              | 17 lipca 1999(dts)        | Tenis stołowy                       |
| Julija Waładar              | 21 października 1998(dts) | Aerobik                             |
| Alesia Zajcawa              | 14 sierpnia 1985(dts)     | Badminton                           |
| Alesia Zawadska             | 15 stycznia 1997(dts)     | Aerobik                             |
| Maryna Żarska               | 23 września 1983(dts)     | Sambo                               |
| Anżeła Żylinska             | 7 kwietnia 1991(dts)      | Sambo                               |